# Anthanassa annulata
Anthanassa annulata is een vlinder uit de familie Nymphalidae. De wetenschappelijke naam van de soort is voor het eerst geldig gepubliceerd in 1981 door Higgins.